# Stećak
A stećak (többesszáma: stećci) a kereszténység főáramlatának behódolni nem akaró, eredetileg Boszniában élő bogumilok díszesen faragott középkori sírköve. A legrégebbi ilyen sírkövek a 12. század második feléből származnak, de csak a 14-15. században terjedtek el. Bosznia-Hercegovina, Szerbia, Horvátország és Montenegró területén 3300 helyszínen körülbelül hetvenezer stećak található. A sírkövek jelentős része feliratos, többségük boszniai cirill ábécével (ún. bosančica) íródott, de akad köztük néhány glagolita és latin helyesírással írt felirat is. A feliratok nyelvezete a bosnyák nyelv archaikus, ún. i-ző (ikavski) változata.
1999-ben indult a Bosanski stećak-díj, Bosznia-Hercegovina legjelentősebb irodalmi díja, amelyet a sírkőről neveztek el és a szarajevói költészeti napokon osztanak ki a költőknek.
2016-ban harminc, Bosznia-Hercegovinában, Szerbia nyugati részén, Montenegró nyugati részén és Horvátország központi és déli részén található helyszínt nyilvánítottak a világörökség részévé.